# Polythore ornata
Polythore ornata är en trollsländeart som först beskrevs av Selys 1879.  Polythore ornata ingår i släktet Polythore och familjen Polythoridae. Inga underarter finns listade i Catalogue of Life.